# Järnvägsstation

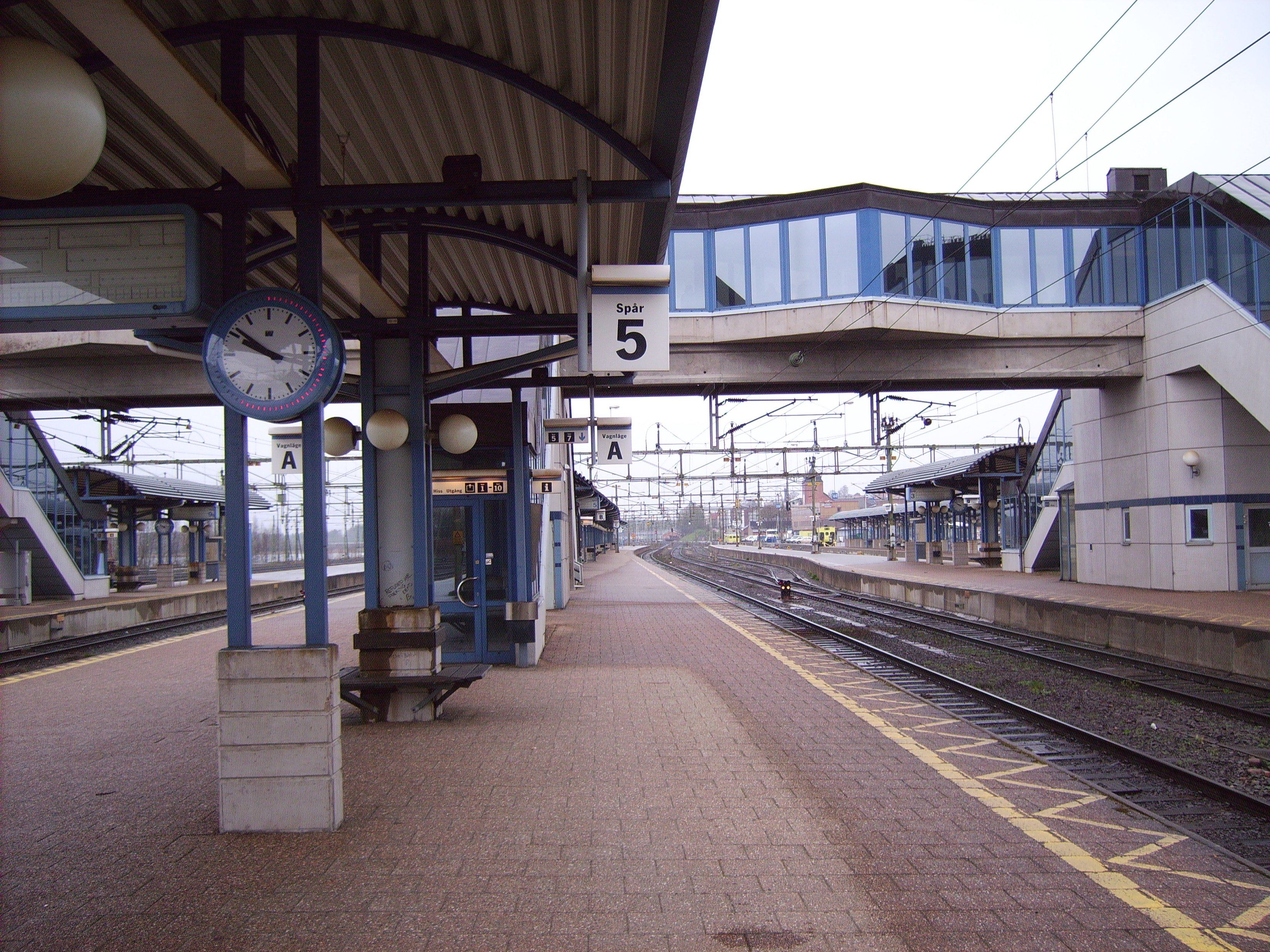
Nässjö järnvägsstation (Nässjö C).

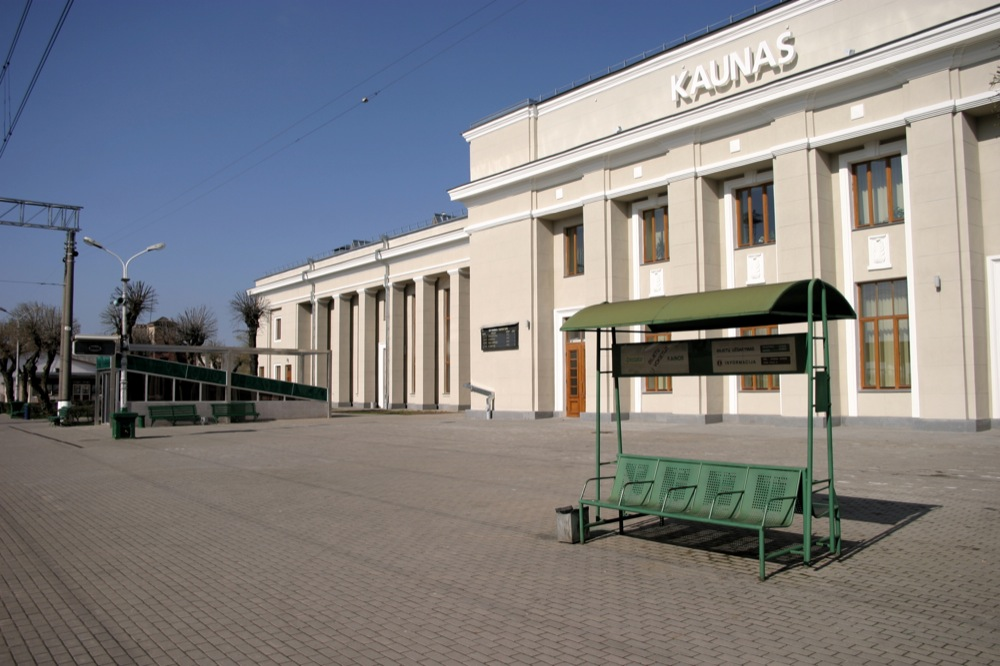
Kaunas järnvägsstation

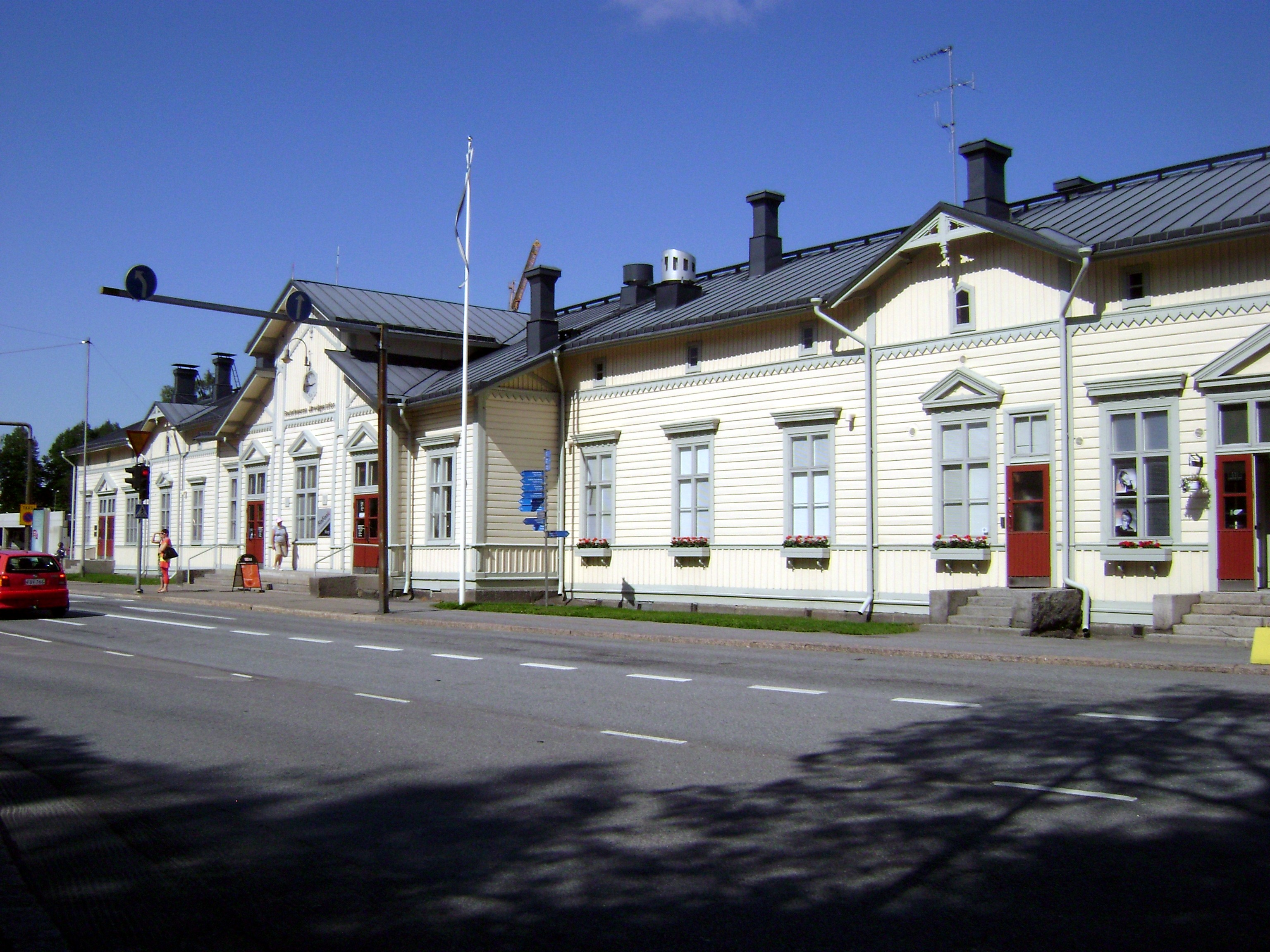
Vasa järnvägsstation i Vasa, Finland

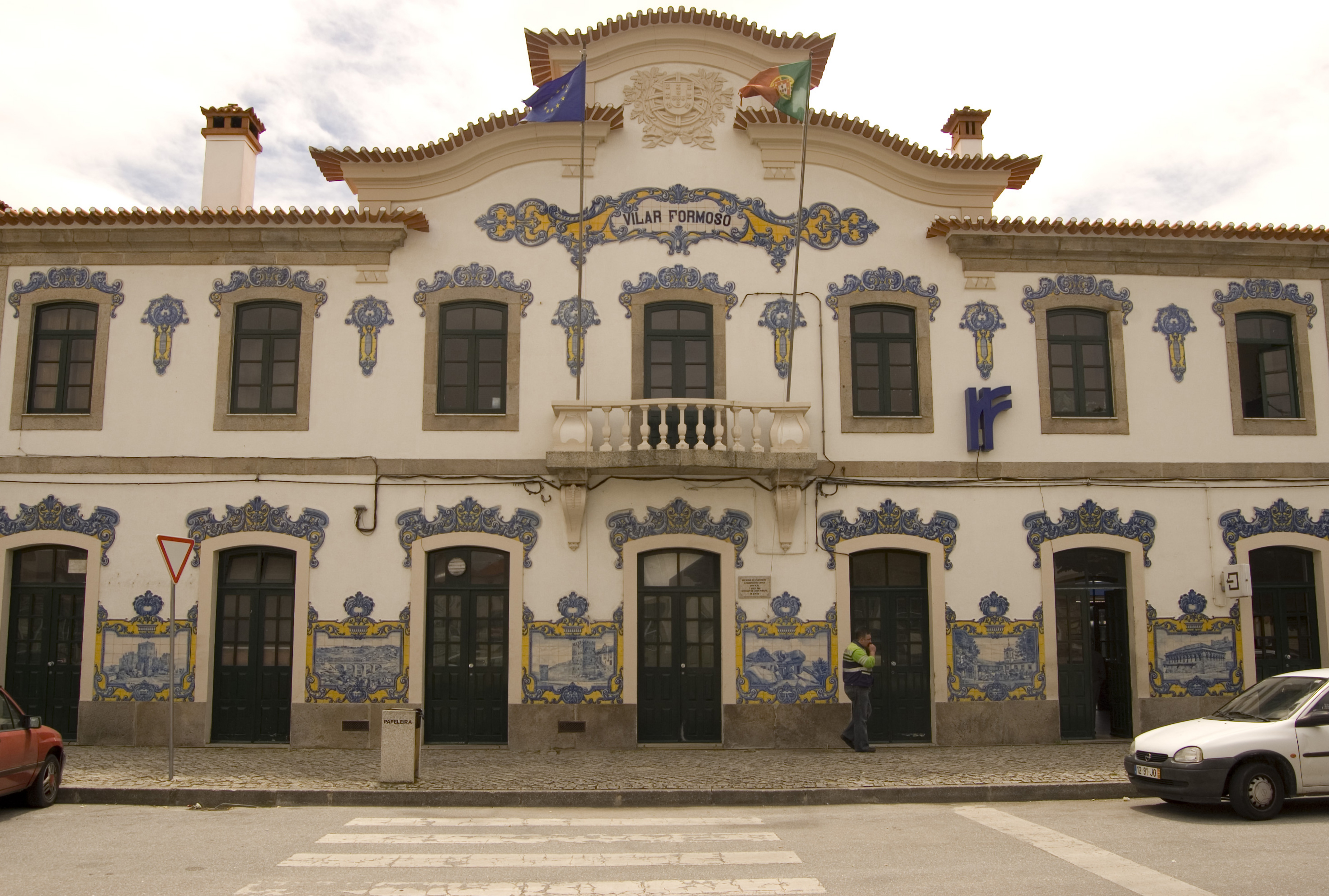
Stationshuset i Vilar Formoso i Portugal

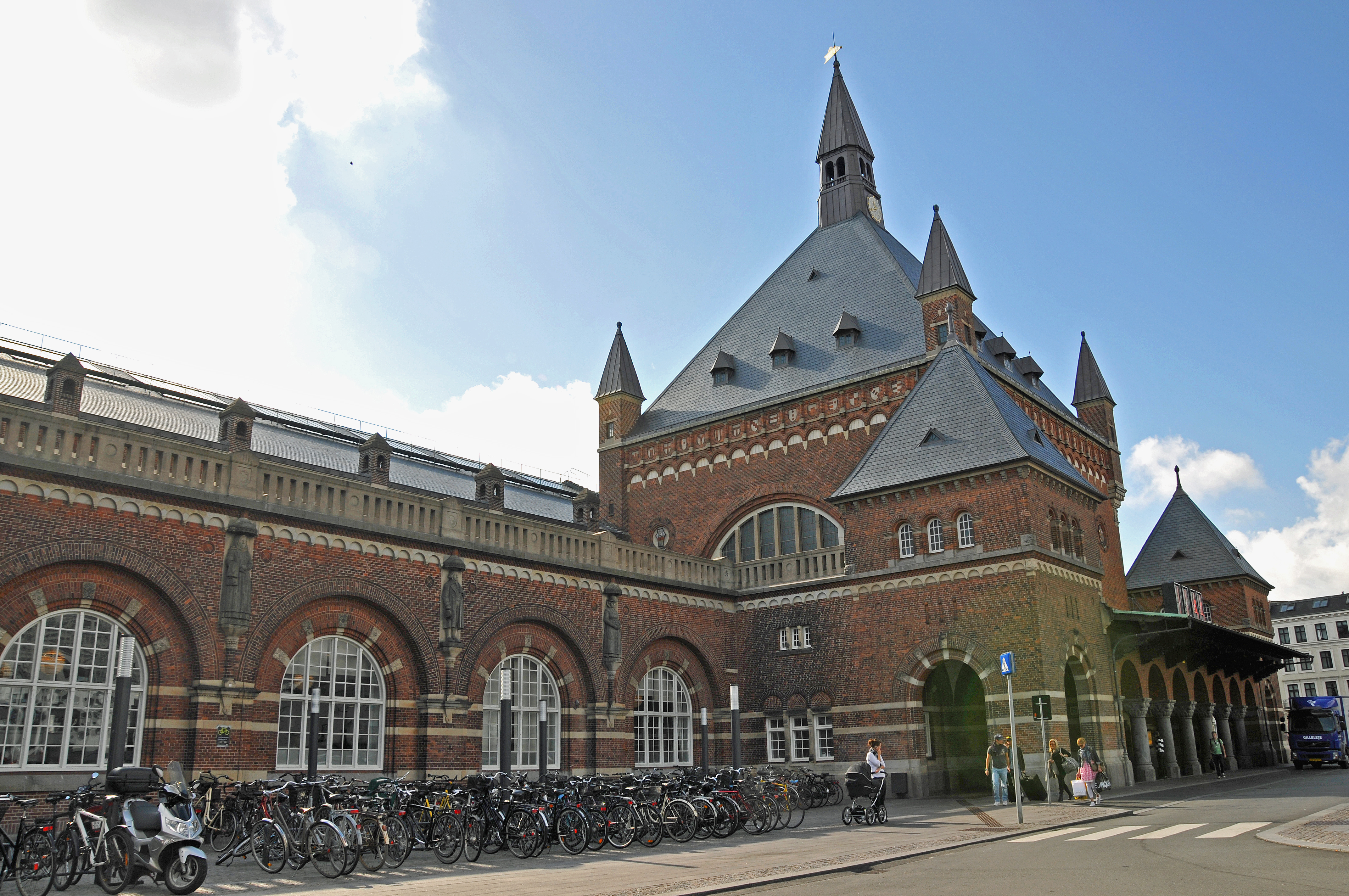
Köpenhamns centralstation (Hovedbanegården)

En järnvägsstation är i den mest allmänna betydelsen en plats varifrån tåg avgår och där tåg stannar.
Järnvägen har under 1900-talet förändrats mot större kundanpassning och integration. De som arbetar inom järnvägen har sin gamla beprövade terminologi, medan de resande passagerarna och köparna av godstransporter använder ett annat, för dem anpassat, språkbruk.

## Allmänhetens definitioner
- Järnvägsstation är en anläggning vid en järnväg avsedd för ankommande och avresande tågpassagerare samt i vissa fall hantering av ankommande och avgående järnvägsgods. I dagligt tal ofta förkortat till station. En järnvägsstation är ofta också ett administrativt centrum på järnvägen, här dirigeras olika tågrörelser, här säljs biljetter och andra färdbevis. Härifrån bevakas också säkerheten på den aktuella järnvägen. Järnvägsstationer kan vara obemannade, och då är växlar signaler etc fjärrmanövrerade från annan plats.
  - Den klassiska järnvägsstationen hade stationshus med en väntsal, stins, kanske godsmagasin, bangård, ställverk och plattformar.
  - När flera banor möts (spåren leder i minst 3 riktningar) talar man om en järnvägsknut.
  - När flera stationer finns på samma ort brukar den största kallas för centralstation.
- Hållplats är ett ställe utmed ett järnvägsspår, där tåget kan stanna för att passagerare ska stiga av eller på. Varken stationshus eller växlar finns. På ställen där enbart lokaltåg (länståg i Sverige) stannar är det vanligt med bara en väntkur. Ibland finns en "plåtstins" det vill säga en påstigningstavla för att signalera till lokföraren att man vill stiga på tåget.
- Lastplats är ett ställe utmed ett järnvägsspår där gods lastas och lossas. Kallas idag även linjeplats.
- Ordet tågstation förekommer alltmer i det svenska språkbruket som synonym till järnvägsstation. Tågstation kommer troligtvis av den amerikanska benämningen "Train Station". Ordet tågstation finns numera i SAOL.
- Resecentrum används också, och inom detta resecentrum kan en järnvägsstation ingå, liksom andra funktioner avsedda för resande med olika fordonsslag, såsom lokaltåg, buss, spårvagn, båt och flyg. På ett resecentrum brukar man också kunna köpa biljetter till olika färdmål, såväl lokala, regionala, nationella och mer globala orter.

De största stationsbyggnaderna i Sverige ägs av staten via bolaget Jernhusen. Andra stationsbyggnader i Sverige ägs ofta av regioner eller kommuner. Samtliga stationer i sin grundform med plattformar och andra anläggningar för resenärsutbyte ägs och drivs av Trafikverket. 

## Transportbranschens definitioner - godsstationer
- Rangerbangård där inkommande godståg kopplas isär och förs ihop till olika utgående godståg. Ett exempel är Hallsberg som har Sveriges största rangerbangård med plats för 8 inkommande tåg, 32 uppsamlingsspår och plats för 12 utgående tåg. Högt automatiserad och kapacitet för ½ miljon godsvagnar per år.
- Kombiterminal för intermodala transporter, d.v.s. tåg med enbart containrar, växelflak, semitrailers och hela lastbilar. Typiskt har de två spår med en bred yta emellan där lastbilar och lastenheter kan tillfälligt ställas upp. Stora truckar lyfter omkring lastenheterna.
- Hamnterminal där last omlastas mellan godståg och fartyg. Lasten måste normalt lagras i hamnen, eftersom fartyg normalt tar betydligt mer last än tåg, och en fartygslast måste fördelas på flera tåg.
- Systemtågstation specialanpassade för den typ av last som systemtågen har. Till exempel Brista vid Arlanda, där speciella flygbränsletåg från Gävle hamn ansluts till pumpar som för över flygbränslet via en kort pipeline till flygplatsen. Systemtåg innehåller oftast rena vätskor och fasta ämnen såsom bränsle, malm, timmer, pappersmassa med mera.

## Järnvägens definitioner
På Trafikverkets nät i Sverige används definitioner bygger på dess Trafikbestämmelser för järnväg (TTJ). Före juni 2009 byggde de på en säkerhetsordning (SÄO) utgiven av dåtida Banverket. Många definitioner ändrades i samband med detta.
Trafikplats (järnväg). Begreppet är ett samlingsnamn för driftplats (stationer i SÄO), linjeplatser, hållplatser och hållställen. Har en entydig beteckning.
- Driftplats (TTJ). "Ett från linjen avgränsat område av banan som kan övervakas av tågklarerare mer detaljerat än vad som krävs för linjen". Det betyder ett spårområde, där en tågklarerare kan ändra tågens väg genom växlar och styra signaler, vanligen genom ett ställverk (järnväg). Stora driftplatser indelas i driftplatsdelar. Den enklaste driftplatsen har inga växlar och en stor driftplats kan bestå av en hel bangård. Driftplats hette i den äldre säkerhetsinstruktionen SÄO station. Vissa driftplatser har en speciell funktion (ej definierade i TTJ):
  - Krysstation. där ett tåg på en dubbelspårig järnväg kan byta från höger- till vänsterspår eller vice versa. En berömd typisk krysstation är Clapham Junction i London, där tågen från Waterloo station och Victoria station (båda säckstationer, se nedan) möts i en tvåplanskorsning. I Sverige brukar två korsande banor anslutas så att den mindre banan ansluter sig till den större i båda ändar. Hässleholms centralstation är en typisk sådan station. På högbelastade avsnitt har krysstationer ersatts av en bro eller tunnel tåg kan byta "sida" utan att störa övrig trafik, till exempel mellan Årstaberg och Älvsjö där Nynäsbanans anslutning går i en tunnel.
  - Mötesstation. En driftplats på en enkelspårig järnväg som gör det möjligt för två tåg att mötas, eller för ett tåg att köra om ett annat. Nyare mötesstationer ligger ofta utanför samhällena och tillåter ej passagerare att stiga av eller på. De förses ibland med tre spår så att förbigång och möte ska kunna ske samtidigt. Se kapacitet (järnväg).
  - Säckstation. En driftplats där alla spåren kommer in från samma håll, och tågen måste ändra körriktning för att åka vidare. Säckstationer är vanligen mycket större byggnadsverk än stationer där tåg passerar rakt igenom. Världens största säckstation är Hauptbahnhof i Leipzig, Tyskland (rekordet gäller som byggnadsverk inte antal passagerare)[a]. När tåglinjer förlängs så blir säckstationer opraktiska och byggs bort, till exempel Citytunneln i Malmö där trafiken mot Öresundsbron ansluts.
  - Kombination av säckstation och krysstation. En säckstation med en tvärgående linje över eller under sig.
- Hållplats. "Plats på linjen, avsedd för av- och påstigning, men utan att det finns någon växel eller rörlig bro i huvudspåret".
- Hållställe. "Plats med särskilt namn inom en driftplats avsedd för av- och påstigning". Ett hållställe är i praktiken en hållplats som ligger inom en driftplats gränser, men har ett annat namn än själva driftplatsen. Ett exempel är hållstället Örebro södra, som ligger inom Örebro central.
- Linjeplats. "Plats på linjen med en växel eller rörlig bro i huvudspåret. En linjeplats kan även vara avsedd för av- och påstigning". I system S (se JTF) finns linjeplatser utan huvudspår, där huvudspåret övergår i sidospår vid linjeplatsens gräns och där alla växlar finns innanför gränsen". Normalt sett används linjeplatser för godshantering. Antingen på själva linjeplatsen eller på ett anslutande industrispår. Linjeplatser existerar inte inom säkerhetssystemet ERTMS. Se System E2 i JTF.

Trafikplats med resandeutbyte. En trafikplats som är avsedd för att passagerare ska kunna stiga på eller av ett tåg.
Trafikplats utan resandeutbyte. En trafikplats som inte är avsedd för att passagerare ska kunna stiga på eller av ett tåg. Istället är godshantering, möte, omkörning, växling eller anslutning till kapillärnät (industrispår) möjlig här.

## Driftplatsens eller stationens trafikstyrning
I begynnelsen var det en tågklarerare (stationsinspektor eller personal av lägre tjänstegrad) som helt styrde trafiken inom stationsområdet och efter kontakt med angränsande stationers tågklarerare, även styrde avgångar ut på linjen mot en annan station. Arbetet var helt manuellt. Man lade om växlar, och vinkade av tåg med signalstav ("spaden"). Detta är fortfarande fallet på flera håll även i Sverige.
För att eliminera riskerna för kollisioner så började man installera utrustning som automatiskt kontrollerade att alla växlar låg rätt innan en klarsignal (semafor) kunde ges (tågfärdväg lagd). Vidare att förhindra att växlar lades om i en lagd tågfärdväg, exempelvis under ett tåg. Man började även installera utrustning som kunde känna av om ett tåg fanns på spåret (spårledning) som ytterligare ett villkor före klarsignal. Den utrustning som hanterar och håller reda på detta kallas ställverk. Ställverken utvecklades efter hand och blev både säkrare och mer avancerade. Man införde automatiskt omläggbara växlar. Även de optiska signalerna utvecklades efterhand så att de kunde visa till vilket spår, och med vilken hastighet ett tåg fick lov att köra in på stationen
Nästa steg var att eliminera den risk som fanns för att föraren skulle missa ett signalbesked och köra mot "rött". Det blev Automatic Train Control (ATC). Det bestod av baliser i spåret som kunde meddela tåget vad ställverket anger för kommande sträcka: Signalbesked (topp- eller max-hastighet), avstånd till nästa balis (signal), lutning mm. På tåget finns sedan en mottagare som kan läsa av meddelandena, meddela detta på en panel framför föraren och nödbromsa tåget om föraren inte reagerar. ATC gav en dramatisk minskning av olyckorna.
Nästan samtidigt fick man ställverk som kunde fjärrstyras av en tågklarerare på annan plats. År 2008 var läget följande:
- Trafikstyrningen sker från ett fåtal driftcentraler i landet: Boden, Gävle, Göteborg, Hallsberg, Malmö, Norrköping, Stockholm samt Ånge.
- Ställverken finns kvar på de flesta stationerna för att läsa av alla lägen av tåg och växlar samt styra alla växlar och signaler.
- Vid underhåll kan man tillfälligtvis lokalbevaka en station genom att på plats manövrera ställverket och lägga om klotväxlar till sidospår som inte styrs av ställverket.

Under 2010-2040 ersätts ATC-systemet med ett nytt europeiskt trafikstyrningssystem ERTMS, som kommer att underlätta internationell trafik, sänka kostnaderna och öka säkerheten. Det innebar att järnvägsstyrelsen gav ut JTF och att begreppet station byts till driftplats.

## Historik

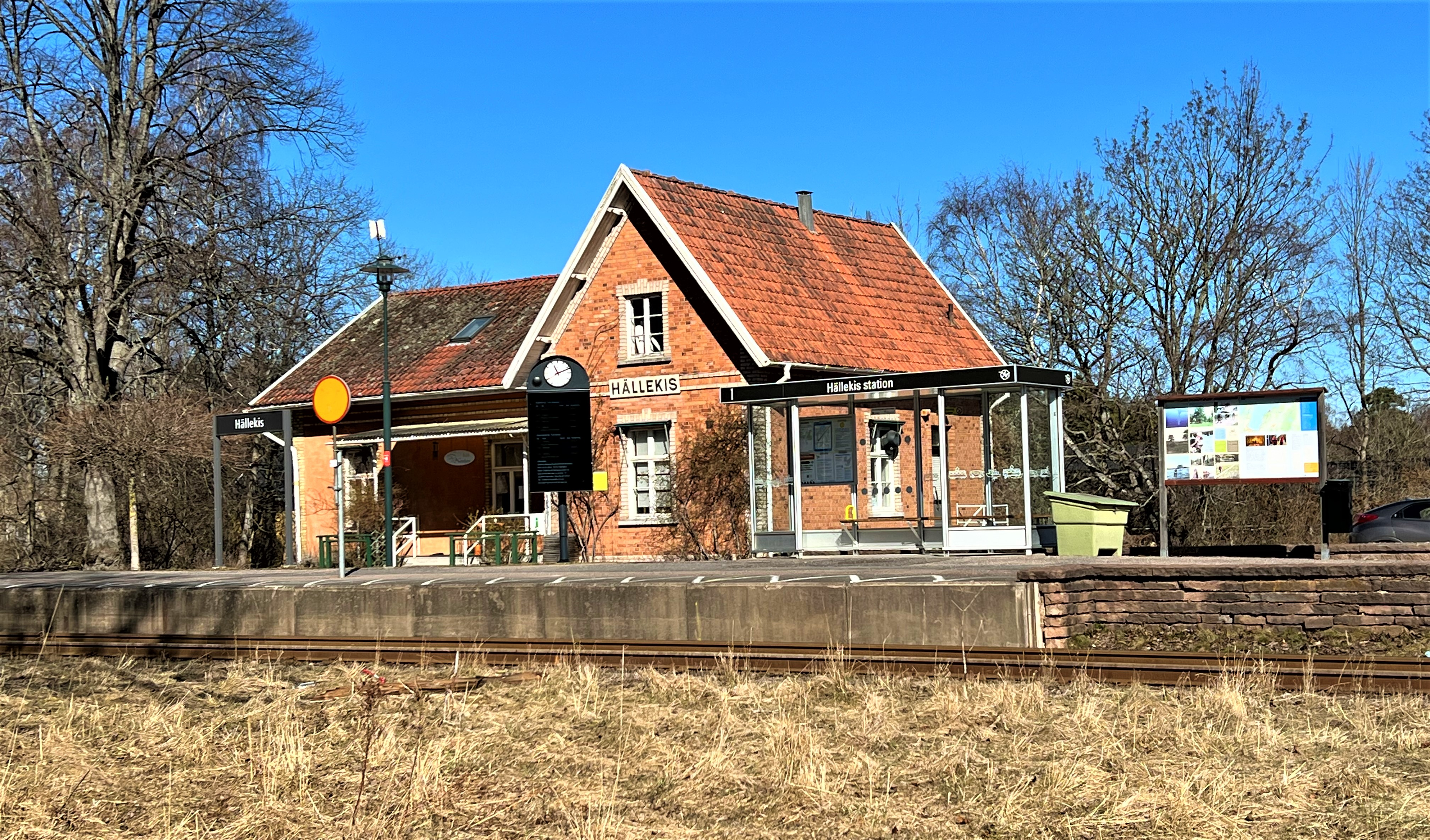
Hällekis station från 1898 vid Kinnekullebanan

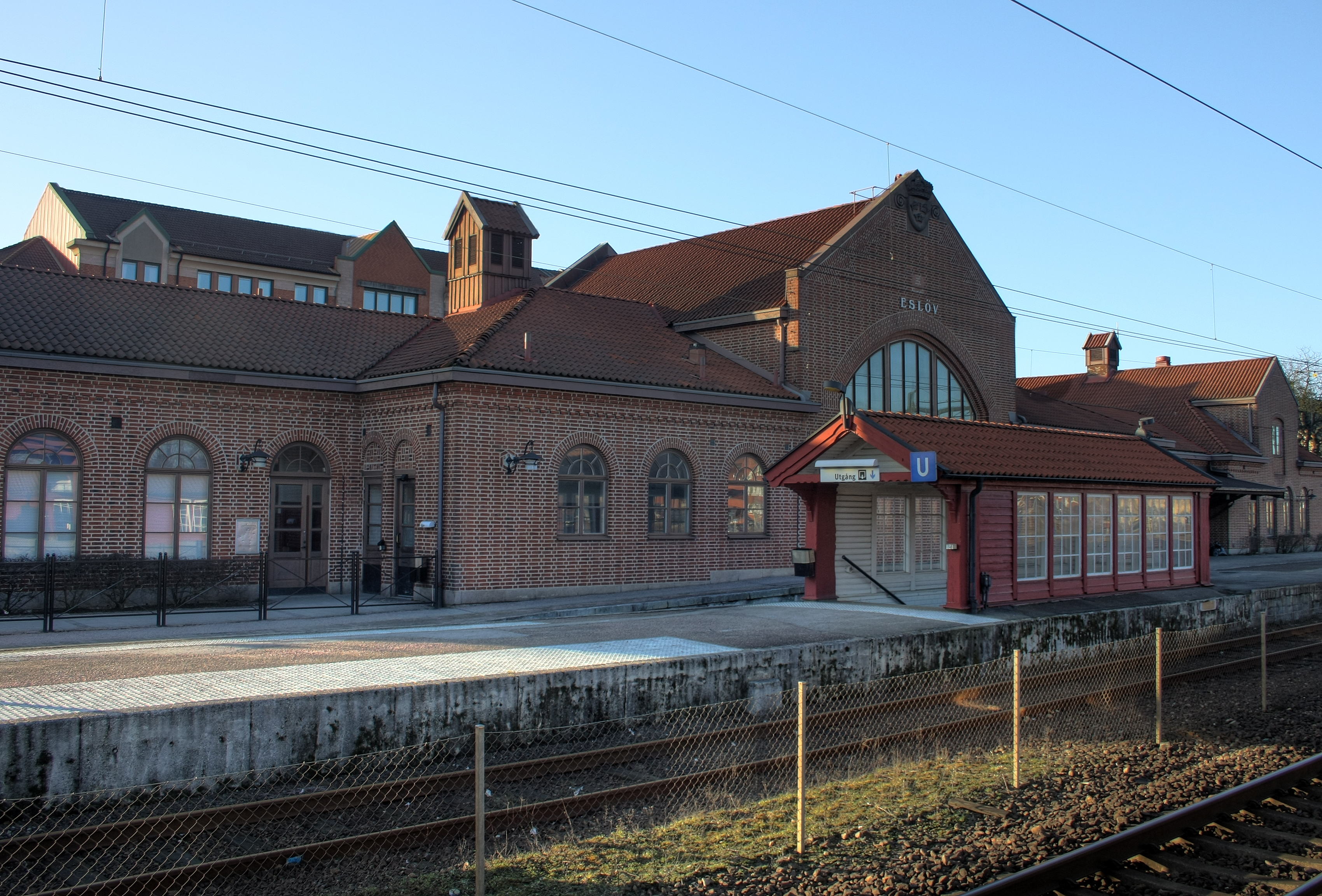
Eslövs station med stationshus från 1914

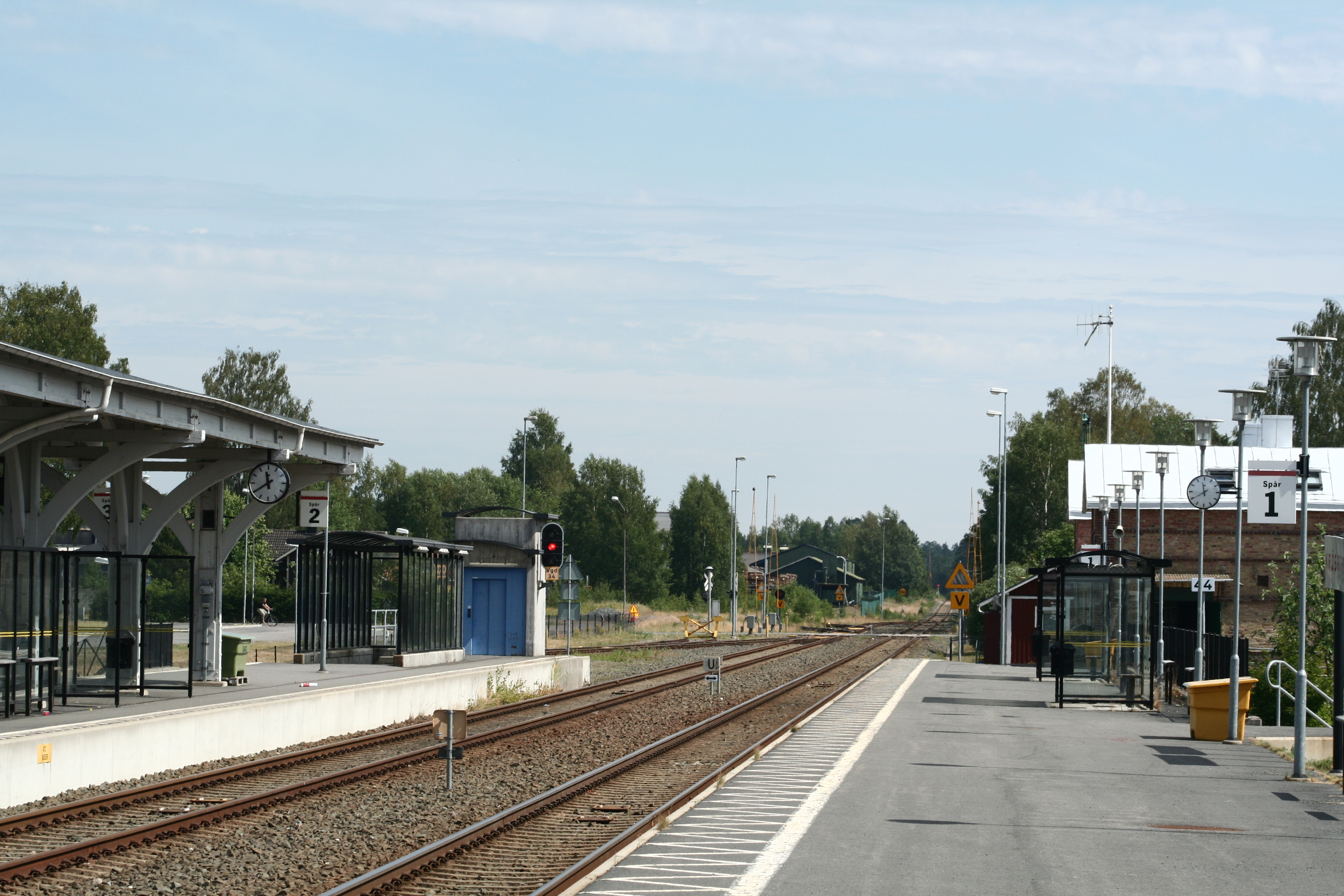
Järnvägsstationen i Vaggeryd, ombyggd 1997

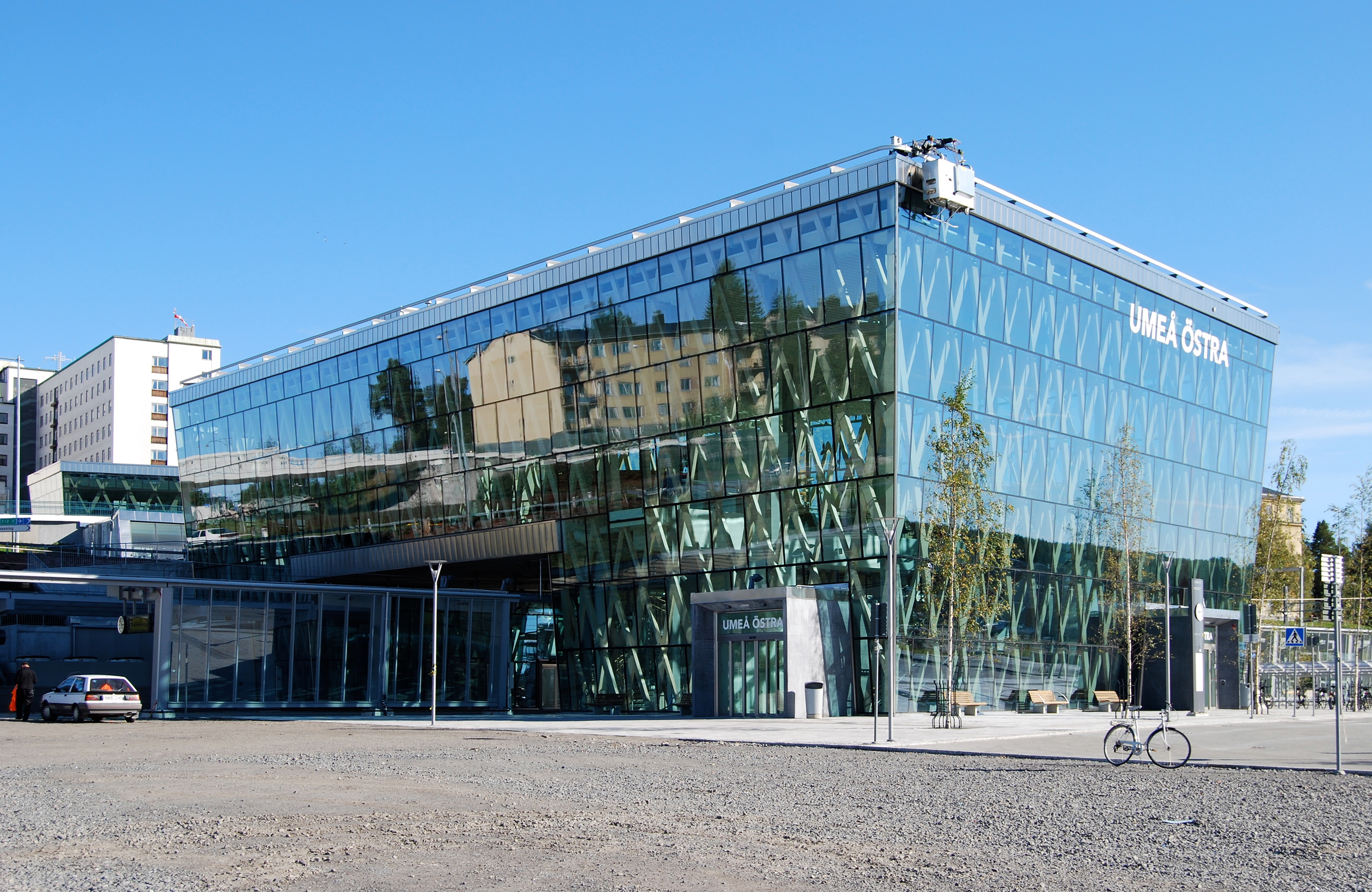
Umeå östra station, nybyggd 2010

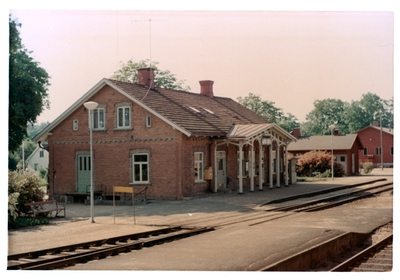
Dåvarande järnvägsstationen i Kallinge vid Blekinge kustbana på 1960-talet.

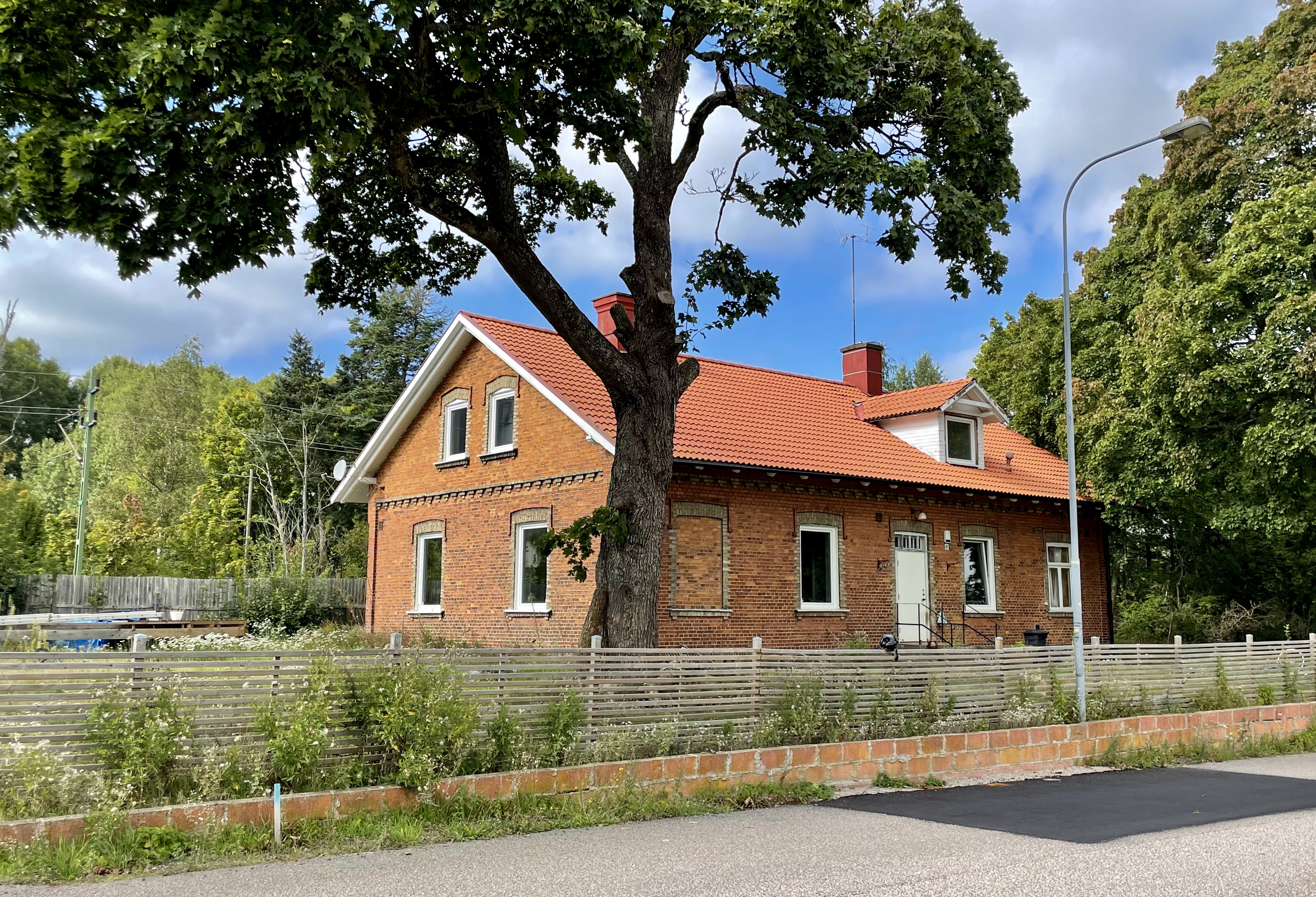
Den tidigare järnvägsstationen i Kallinge är numera bostadshus.

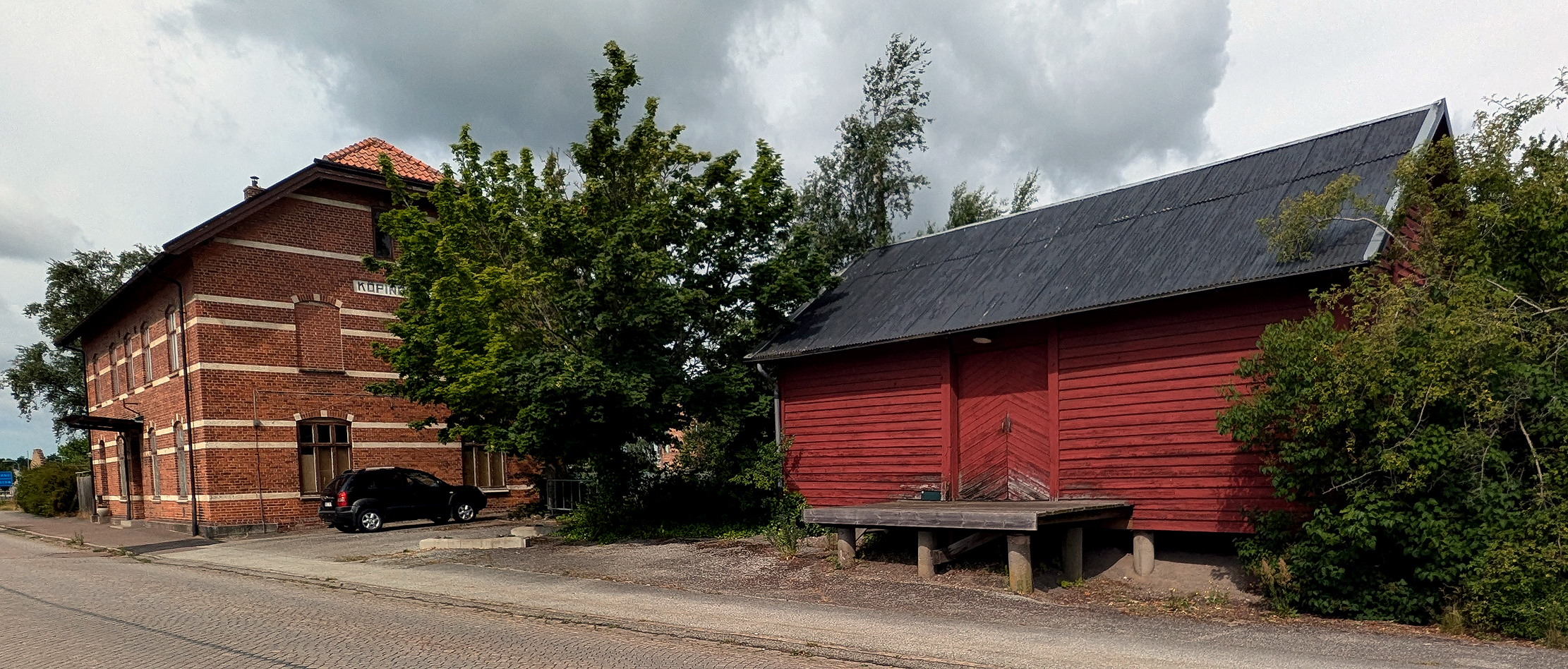
Köpingebros gamla station och godsmagasin 4 juli 2025.

Under järnvägens blomstringstid 1850-1950 uppfördes flertalet järnvägsstationer,[källa behövs] ofta med ståtliga byggnader i centrala lägen i städer, eller på landsbygden i särskilda stationssamhällen runt vilka tätorter senare växte fram. Stinsarna tävlade ofta om att ha en prydlig station med vackra rabatter och snygga väntsalar.
- Några svenska stationssamhällen är Katrineholm, Nässjö, Laxå och Sävsjö.
- Sveriges första järnvägsstation byggdes i Fryksta nära Kil 1852 vid järnvägslinjen Fryksta - Clara Elfs Järnväg.

Under andra hälften av 1900-talet förändrades situationen för järnvägsstationerna:
- Godstrafiken till de flesta stationerna konkurrerades ut av lastbilarna. Godsvagnar försvann från persontågen och godstågen körde förbi. Passagerarna kunde inte längre pollettera resgods.
- Säkerhetssystemet med växlar och signaler automatiserades och kunde fjärrstyras. Se trafikstyrning ovan.
- Passagerarna kunde köpa biljetter i resebyråer, automater eller direkt på tågen.

Tillsammans gjorde det att personalen på stationen inte längre behövdes och att all styrning kunde utföras från ett fåtal tågklareringsställen i landet. Stationerna såldes eller hyrdes ut till helt andra verksamheter. Endast järnvägsknutar och större stationer blev kvar som vanligt men i nedbantad form.
I början av 2000-talet fick järnvägen ett uppsving, mycket genom dess miljövänlighet, stigande bränslepriser och att man satsat på bättre spår och fordon, inklusive nya banor. Man hade även avvecklat monopolet i Sverige och i vissa andra länder.
- För passagerarna kunde länstrafik upphandlas från flera operatörer och integrationen mellan tåg och buss/taxi förbättras. Stationerna blev nu resecentra där passagerare kunde byta mellan fjärrtåg / fjärrbussar, regionaltåg /regionalbussar, lokaltåg / tunnelbanor / lokalbussar samt taxi. Biljetter kunde utställas tvärsöver alla tåg- och bussturer.
- Stationsbyggnaderna överfördes till ett statligt bolag Jernhusen som dels säljer ut stationer som inte längre används för passagerare och dels vidareutvecklar de som numera är resecentra för alla trafikslag. Bl.a. har man ett särskilt dotterbolag Svenska Reseterminaler som ser till att alla väntsalar städas och förvaltas.
- De största stationsbyggnaderna i Sverige har fått ett uppsving och är mer använda än någonsin eftersom lokaltrafiken kring de största städerna fått ett uppsving. Den störningskänslighet som de ökande passagerarvolymerna givit har gjort att utrymmen för strandsatta passagerare uppmärksammats.
- För godstrafik öppnades kombiterminaler där gods i form av containrar (styckegods), flak, semitrailers och hela lastbilar kan lastas om mellan järnväg och bil. Vissa kombiterminaler är även integrerade i containerhamnar. Till exempel Göteborgs hamn.
- För regelbundna större godsflöden började man även använda systemtåg med specialiserade stationer för ett visst godsslag. Ett tidigt exempel är malmtågen till Narvik och Luleå (startade 1902).
- För det blandade godset koncentrerade man rangerbangårdarna till ett fåtal platser som högautomatiserats. Störst är Hallsberg. Man har satsat på förbindelser med mycket gods och längre sträckor, medan förbindelser med mindre mängd per sträcka i hög grad tagits över av lastbil.

I samband med nya dragningar av järnvägar eller helt nya järnvägar så har ett mindre antal helt nya järnvägsstationer byggts i Sverige efter 1990. Dessa har vanligen en arkitektur som speglar tidsåldern. Helt nya stationer i Sverige är bland andra:
Falkenberg, Laholm, Helsingborg, Mölndal, Södertälje syd, Strängnäs, Umeå östra, Örnsköldsvik. Göteborg C är till hälften byggd 2003 med glasfasad och är till häften från 1858.